# Бибербах (приток Майна)
Бибербах (нем. Biberbach) — река в Германии, протекает по Верхней Франконии (земля Бавария). Правый приток Майна. Речной индекс 241522. Длина реки 13,34 км. Площадь водосборного бассейна — 28,19 км². Высота истока 350 м. Высота устья 265 м.